# Peter Davison
Peter Davison (* 13. dubna 1951) je anglický herec. Je znám díky roli Tristana Farnona v pořadu All Creatures Great and Small nebo také díky roli pátého Doktora v britském sci-fi seriálu Doctor Who.

## Mládí
Peter se narodil v Londýně, kde i navštěvoval základní školu. V průběhu studia se i s rodinou přestěhoval z Londýna do Knaphill v Surrey. Zde začal navštěvovat divadelní školu. Předtím, než se stal hercem, měl spoustu jiných povolání, jako třeba obsluha v márnici. První zmínka o jeho herecké kariéře se datuje až od roku, kdy nastoupil na Central School of Speech and Drama. Zde mu byla nabídnuta první funkce spjatá s touto branží - asistent stážového manažera v Nottingham Playhouse. Jelikož se zde režisér jmenoval Peter Moffatt, což je velmi podobné Davisonovu rodnému jménu - Peter Moffett, zvolil si zde Davison své umělecké jméno, pod kterým je známý dodnes - Peter Davison. Jeho první role ve filmu přišla v roce 1974, kde ve filmu Lidé zítřka (The Tomorrow People), kde si zahrál postavu mimozemšťana Elmera. Tento film nebyl nějak zvlašť úspěšný, ale Peterovi to zajistilo mnoho nabídek. Uveďme třeba: Láska pro Lídii (Love for Lydia), Držení pevnosti (Holding the Fort) nebo Všechny stvoření velká i malá (All Creatures Great and Small).

## Doctor Who

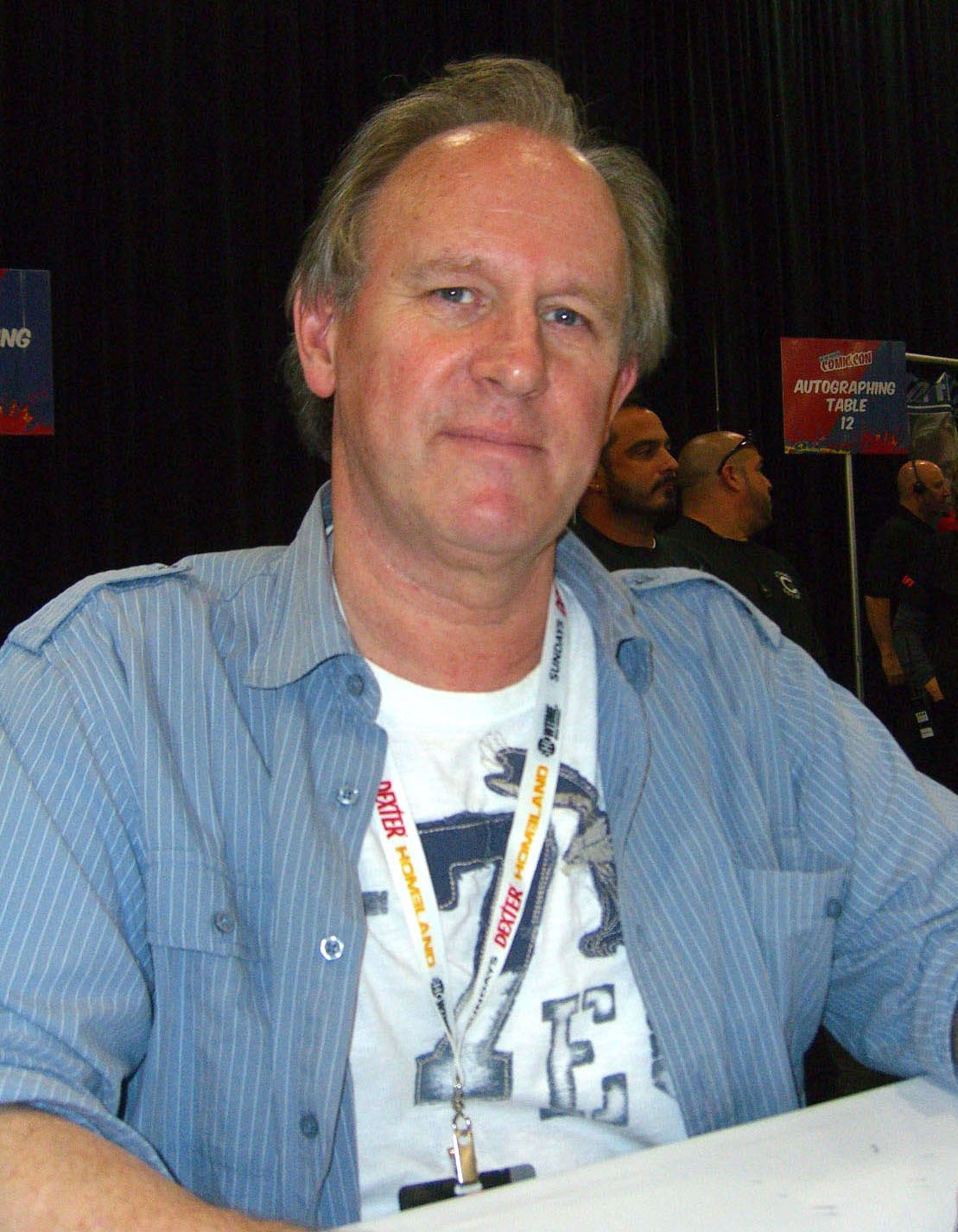
Peter Davison během 4. dne newyorského Comic Conu 2012

Peter podepsal s BBC smlouvu na tři roky a měl vystřídat Toma Bakera, který seriál velmi proslavil a hrál v něm velmi značnou dobu. Jeho charakter je naprosto odlišný od svého předchůdce, proto se divákům, zvyklým na Toma Bakera zprvu nezamlouval, a sledovanost zase trochu klesla, Za chvíli po tom, si zbytek diváků na novou inkarnaci zvykl. A docela se jim i zalíbila. Davison byl až do roku 2009 nejmladším doktorem, začal ho hrát v 29 letech, než ho překonal Matt Smith jakožto jedenáctý doktor ve věku 26. Toto období je známé také díky šachováním BBC s programem a vysílacím časem. Pátý Doktor si rád pro výběr řešení hodil mincí, v jednom případě vyřešil situaci kriketovou koulí. Kriket inspiroval i jeho kostým, který nápadně připomínal viktoriánský dres. Pátý Doktor se raději nechal vést, než že by sám vedl. Společníky bral jako rovnocenné členy týmu a potenciál k dobru viděl i ve zloduších. Co mu určitě nechybělo, byla čirá energie a šarm. Pátý Doktor bojoval snad se všemi známými nepřáteli - Mořští ďáblové, Siluriané, Kyberlidé nebo Černý strážce. Nechyběli ani Vládce a Omega nebo Páni času. Jak mu doporučil Patrick Troughton, dřívější představitel Druhého Doktora, kterého Davison sledoval jako teenager, odešel z role po třech letech z hlavní role a vystřídal ho Colin Baker (Šestý Doktor). Konec páté inkarnace byl vskutku heorický. Po zásahu chemikálií a dostupnosti pouze jedné dávky protijedu se Doktor obětoval a zachránil svoji společnici Peri. Avšak ještě před svou smrtí, neznámo přesně kdy, v mini epizodě Time Crash (2007), se pátý Doktor skrze časovou srážku setkal s jednou ze svých budoucích inkarnací, konkrétně s desátým Doktorem (Davidem Tennantem). Davison si chtěl zahrát i v roce 2013 ve speciále k výročí padesáti let seriálu, ale nebyl přijat, protože Steven Moffat nechtěl do speciálu zahrnout všechny žijící doktory, aby si speciál udržel i jiné hodnoty. A tak Davison zorganizoval speciál The Five(ish) Doctors Reboot, ve kterém si zahráli všichni žijící klasičtí doktoři s výjimkou Toma Bakera.

## Osobní život
V roce 1973 si vzal herečku Diane Russell, rozvedli se po dvou letech bez dětí. V roce 1978 si vzal Sandru Dickinson, se kterou má dceru Georgia Moffett, která si vzala Davida Tennanta, představitele desátého Doktora, se kterým se poznali při natáčení Doctora Who. Tento rodinný vztah napříč seriálu je fanoušky často vyzdvihován. V roce 2003 si vzal Elizabeth Morton, s kterou žije doteď. Mají dva syny - Louise(1999) a Joela(2001), kteří se oba objevili ve speciále The Five(ish) Doctors Reboot. Nyní žije se svojí rodinou v Londýně. Ve volných chvílích pak píše a vymýšlí scénáře pro rádiové hry pro BBC Radio 4, se kterým také spolupracuje.

## Filmografie

### Televize
| Rok     | Název                                               | Role                      | Poznámka                                                           |
| ------- | --------------------------------------------------- | ------------------------- | ------------------------------------------------------------------ |
| 1974    | Warship                                             | Constable Monk            |                                                                    |
| 1975    | The Tomorrow People                                 | Elmer                     | Zde hrála i Sandra Dickinson, jeho budoucí manželka.               |
| 1977    | Love for Lydia                                      | Tom Holland               | 13 částí sérií proLWT                                              |
| 1978–90 | All Creatures Great and Small                       | Tristan Farnon            |                                                                    |
| 1979–82 | Once Upon a Time                                    | Sám sebe                  |                                                                    |
| 1980    | Pebble Mill at One                                  | Sám sebe                  |                                                                    |
| 1980–82 | Sink or Swim                                        | Brian Webber              |                                                                    |
| 1980–82 | Holding the Fort                                    | Russell Milburn           |                                                                    |
| 1981    | The Hitchhiker's Guide to the Galaxy                | Dish of the Day           | Objevuje se po boku své budoucí manželky Sandry Dickinson          |
| 1981–84 | Doctor Who                                          | Doktor                    |                                                                    |
| 1982    | This Is Your Life                                   | Sám sebe                  |                                                                    |
| 1985    | Fox Tales                                           | Various                   | Pouze zvuk                                                         |
| 1985    | Anna of the Five Towns                              | Henry Mynors              |                                                                    |
| 1986–88 | A Very Peculiar Practice                            | Dr Stephen Daker          |                                                                    |
| 1986    | Agatha Christie's Miss Marple                       | Lance Fortescue           | Episoda: "A Pocket Full of Rye"                                    |
| 1986    | Magnum, P.I.                                        | Ian Mackerras             | Episoda: "Déjà vu"                                                 |
| 1988    | Tales of the Unexpected                             | Jeremy Tyler              | Episoda: "Wink Three Times"                                        |
| 1989–90 | Campion                                             | Albert Campion            |                                                                    |
| 1991    | Fiddlers Three                                      | Ralph West                |                                                                    |
| 1992    | A Very Polish Practice                              | Dr Stephen Daker          |                                                                    |
| 1992    | Kinsey                                              | Bob Stacey                |                                                                    |
| 1993    | Harnessing Peacocks                                 | Jim Huxtable              |                                                                    |
| 1993    | Dimensions in Time                                  | Doktor                    | Speciál k třicátému výročí seriálu.                                |
| 1994    | Heartbeat                                           | Doctor                    | Episoda: A Bird in the Hand                                        |
| 1994–95 | Ain't Misbehavin'                                   | Clive Quigley             |                                                                    |
| 1995    | Mole’s Christmas                                    | Various                   | Pouze zvuk                                                         |
| 1995    | Heavenly Bodies                                     | Sám sebe                  |                                                                    |
| 1996    | Cuts                                                | Henry Babbacombe          |                                                                    |
| 1997    | Dear Nobody                                         | Mr Garton                 |                                                                    |
| 1997    | Harry Hill                                          | Sám sebe                  |                                                                    |
| 1997    | Scene                                               |                           | Episoda: "A Man of Letters"                                        |
| 1998    | Jonathan Creek                                      | Stephen Claithorne        | Episoda: "Danse Macabre"                                           |
| 1998    | The Stalker’s Apprentice                            | Maurice Burt              |                                                                    |
| 1998    | Verdict                                             | Michael Naylor            | Episoda: "Be My Valentine"                                         |
| 1998    | Wuthering Heights                                   | Joseph Lockwood           |                                                                    |
| 1999    | Molly                                               | Mr Greenfield             |                                                                    |
| 1999    | Hope and Glory                                      | Neil Bruce                | Episoda1                                                           |
| 1999    | The Nearly Complete and Utter History of Everything | Ferdinand Magellan        |                                                                    |
| 2000    | The Mrs Bradley Mysteries                           | Inspector Henry Christmas | 3 epizody                                                          |
| 2000    | It’s Only TV… But I Like It                         | Sám sebe                  |                                                                    |
| 2000–03 | At Home with the Braithwaites                       | David Braithwaite         |                                                                    |
| 2003    | Too Good to be True                                 | Robert                    |                                                                    |
| 2003–07 | The Last Detective                                  | DC ‘Dangerous’ Davies     |                                                                    |
| 2004    | Hardware                                            | Sám sebe                  |                                                                    |
| 2005–08 | Distant Shores                                      | Bill Shore                |                                                                    |
| 2006    | The Complete Guide to Parenting                     | Professor George Huntley  |                                                                    |
| 2007    | The Wright Stuff                                    | Sám sebe                  |                                                                    |
| 2007    | Fear, Stress and Anger                              | Martin Chadwick           | Objevil se po boku své dcery                                       |
| 2007    | Marple                                              | Hubert Curtain            | Episoda: "At Bertram’s Hotel"                                      |
| 2007    | Doctor Who                                          | Doktor                    | "Time Crash" speciální miniepizoda v rámci Children in Need        |
| 2008    | Al Murray's Happy Hour                              | Sám sebe                  |                                                                    |
| 2009    | Unforgiven                                          | John Ingrams              |                                                                    |
| 2009    | Al Murray’s Multiple Personality Disorder           | Nazi doctor               |                                                                    |
| 2009    | Micro Men                                           | Bank Manager              |                                                                    |
| 2009    | Midsomer Murders                                    | Nicky Frazer              | Episoda: "Secrets and Spies"                                       |
| 2009    | Miranda                                             | Mr Clayton                | Appeared alongside Patricia Hodge, his co-star in Holding the Fort |
| 2009    | The Queen                                           | Denis Thatcher            | Episoda: "The Rival"                                               |
| 2010    | Sherlock                                            | Planetarium Voice         | Episoda: "The Great Game", uncredited                              |
| 2011    | New Tricks                                          | Charles Allenforth        | Episoda: "The End of the Line"                                     |
| 2011–14 | Law & Order: UK                                     | Henry Sharpe              |                                                                    |
| 2013    | Lewis                                               | Peter Falkener            | Epizody: "The Ramblin Boy",část jedna a část dva                   |
| 2013    | Doctor Who Live: The Next Doctor                    | Sám sebe                  | Host                                                               |
| 2013    | Doctor Who At the Proms                             | Sám sebe                  | Host                                                               |
| 2013    | Pat & Cabbage                                       | Michael                   |                                                                    |
| 2013    | The Five(ish) Doctors Reboot                        | Sám sebe                  | Také scenárista a režisér                                          |
| 2013    | Doctor Who Live: The Afterparty                     | Sám sebe                  | Host                                                               |
| 2014    | Death in Paradise                                   | Arnold Finch              | Episoda série 3.2                                                  |
| 2014    | Toast of London                                     | Sám sebe                  | Episody "The Moose Trap", "High Winds Actor"                       |

### Film
| Rok  | Název                          | Role          |
| ---- | ------------------------------ | ------------- |
| 1993 | The Airzone Solution           | Al Dunbar     |
| 1994 | The Zero Imperative            | Patient One   |
| 1994 | A Man You Don’t Meet Every Day | Robert        |
| 1994 | Black Beauty                   | Squire Gordon |
| 1995 | The Devil Of Winterborne       | Gavin Purcell |
| 1996 | Ghosts Of Winterborne          | Gavin Purcell |
| 1999 | Parting Shots                  | John          |

### Divadlo
| Rok       | Název                                 | Role                      | Poznámky                                         |
| --------- | ------------------------------------- | ------------------------- | ------------------------------------------------ |
| 1972      | Love’s Labour’s Lost                  |                           | Nottingham Playhouse                             |
| 1973      | The Taming of the Shrew               |                           | Open Space                                       |
| 1973      | Midsummer Night’s Dream               |                           | Royal Lyceum Theatre                             |
| 1973      | Hamlet                                |                           | Royal Lyceum Theatre                             |
| 1974      | Two Gentlemen of Verona               |                           | Royal Lyceum Theatre                             |
| 1974      | Rosencrantz and Guildenstern Are Dead |                           | Royal Lyceum Theatre                             |
| 1980      | Barefoot in the Park                  | Paul Bratter              | Churchill Theatre, Bromley and UK tour           |
| 1982      | Cinderella                            | Buttons                   | Assembly Hall Theatre Tunbridge Wells            |
| 1984      | The Owl and the Pussycat              | Felix                     | UK tour                                          |
| 1991      | Arsenic and Old Lace                  | Mortimer Brewster         | Chichester Festival Theatre                      |
| 1992      | The Decorator                         |                           | Yvonne Arnaud Theatre                            |
| 1992–1993 | The Last Yankee                       | Leroy Hamilton            | Young Vic Theatre and Duke of York's Theatre     |
| 1994      | An Absolute Turkey                    | Valetin                   | Gielgud Theatre                                  |
| 1996      | Dial M For Murder                     | Tony Wendice              | UK tour                                          |
| 1997      | Cinderella                            | Buttons                   | Arts Theatre, Cambridge                          |
| 1998–1999 | Chicago                               | Amos Hart                 | Adelphi Theatre                                  |
| 2001      | Under The Doctor                      | Dr Jean-Pierre Moulineaux | Yvonne Arnaud Theatre and Comedy Theatre, London |
| 2007–2008 | Spamalot                              | King Arthur               | Palace Theatre                                   |
| 2009–2012 | Legally Blonde                        | Professor Calahan         | Savoy Theatre                                    |
| 2015      | Gypsy                                 | Herbie                    | Savoy Theatre                                    |

### Rádio a CD audio drama
| Rok       | Název                                           | Role                |
| --------- | ----------------------------------------------- | ------------------- |
| 1985–1987 | King Street Junior                              | Eric Brown          |
| 1995–1996 | Change at Oglethorpe                            | David Clare         |
| 1999      | Sirens of Time                                  | Pátý Doktor         |
| 1999      | Phantasmagoria                                  | Doktor              |
| 2000      | The Land of the Dead                            | Doktor              |
| 2000      | Red Dawn                                        | Doktor              |
| 2000      | Winter for the Adept                            | Doktor              |
| 2000      | The Mutant Phase: Dalek Empire, Part 3          | Doktor              |
| 2001      | Loups-Garoux                                    | Doktor              |
| 2001      | Primeval                                        | Doktor              |
| 2001      | The Eye of the Scorpion                         | Doktor              |
| 2001      | Excelis Dawns                                   | Doktor              |
| 2002      | Spare Parts                                     | Doktor              |
| 2002      | The Church and the Crown                        | Doktor              |
| 2003      | Nekromanteia                                    | Doktor              |
| 2003      | Creatures of Beauty                             | Doktor              |
| 2003      | Omega                                           | Doktor              |
| 2003      | Zagreus                                         | Reverend Townsend   |
| 2003      | No Place Like Home                              | Doktor              |
| 2003–2006 | Rigor Mortis                                    | Dr. Anthony Webster |
| 2004      | The Axis of Insanity                            | Doktor              |
| 2004      | The Roof of the World                           | Doktor              |
| 2005      | The Game                                        | Doktor              |
| 2005      | Three’s a Crowd                                 | Doktor              |
| 2005      | The Council of Nicaea                           | Doktor              |
| 2005      | Singularity                                     | Doktor              |
| 2006      | The Kingmaker                                   | Doktor              |
| 2006      | The Gathering                                   | Doktor              |
| 2007      | Circular Time                                   | Doktor              |
| 2007      | Renaissance of the Daleks                       | Doktor              |
| 2007      | Exotron & Urban Myths                           | Doktor              |
| 2007      | Son of the Dragon                               | Doktor              |
| 2007      | Return to the Web Planet                        | Doktor              |
| 2007      | The Mind's Eye                                  | Doktor              |
| 2008      | The Bride of Peladon                            | Doktor              |
| 2008      | The Long Dark Tea-Time of the Soul              | Simon Draycott      |
| 2008      | The Haunting of Thomas Brewster                 | Doktor              |
| 2008      | The Boy That Time Forgot                        | Doktor              |
| 2008      | Time Reef & A Perfect World                     | Doktor              |
| 2009      | The Judgement of Isskar (Key 2 Time pt.1)       | Doktor              |
| 2009      | The Destroyer of Delights (Key 2 Time pt.2)     | Doktor              |
| 2009      | The Chaos Pool (Key 2 Time pt.3)                | Doktor              |
| 2009      | Castle of Fear                                  | Doktor              |
| 2009      | The Eternal Summer                              | Doktor              |
| 2009      | Plague of the Daleks                            | Doktor              |
| 2010      | Cobwebs                                         | Doktor              |
| 2010      | The Whispering Forest                           | Doktor              |
| 2010      | The Cradle of the Snake                         | Doktor              |
| 2010      | The Demons of Red Lodge and Other Stories       | Doktor              |
| 2011      | Heroes of Sontar                                | Doktor              |
| 2011      | Kiss of Death                                   | Doktor              |
| 2011      | Rat Trap                                        | Doktor              |
| 2011      | Hexagora                                        | Doktor              |
| 2011      | The Elite                                       | Doktor              |
| 2011      | The Children of Seth                            | Doktor              |
| 2012      | The Four Companions                             | Pátý Doktor         |
| 2012      | The Emerald Tiger                               | Doktor              |
| 2012      | The Jupiter Conjunction                         | Doktor              |
| 2012      | The Butcher of Brisbane                         | Doktor              |
| 2012      | The Burning Prince                              | Doktor              |
| 2012      | 1001 Nights                                     | Doktor              |
| 2012-13   | Welcome to Our Village, Please Invade Carefully | Richard Lyons       |
| 2013      | The Lady of Mercia                              | Doktor              |
| 2013      | Prisoners of Fate                               | Doktor              |
| 2013      | Eldrad Must Die                                 | Doktor              |
| 2013      | 1963: Fanfare for the Common Men                | Doktor              |
| 2013      | The Light At The End                            | Doktor              |

### Video hry
| Rok  | Název              | Role   | Poznámka   |
| ---- | ------------------ | ------ | ---------- |
| 1997 | Destiny of Doktors | Doktor | Pouze zvuk |